# 生活水道センター
株式会社生活水道センター（せいかつすいどうセンター）は、神奈川県川崎市幸区に営業本部を置く水道（上水道・下水道）全般の工事・修理のサービスを提供する企業である。

## 概要
輸入や浴槽の販売事業も一般や建築向けサービスも行っている。
社名の由来は「生活に密接した地域の水道センター」を略したものである。

## 沿革
- 1994年7月 - 設立。
- この後、日本各地に事業提携によりを修理サービス拠点を設置する。2011年1月現在で、離島・一部の地域を除く日本各地でサービスを展開している。

## 外部サイト
- 生活水道センター